# Cubaanse muggenvanger
De Cubaanse muggenvanger (Polioptila lembeyei) is een zangvogel uit de familie Polioptilidae (muggenvangers).

## Verspreiding en leefgebied
Deze soort is endemisch in oostelijk Cuba.